# Can't Be Tamed (bài hát)
"Can't Be Tamed" là bài hát của ca sĩ-nhạc sĩ người Mỹ, Miley Cyrus. Bài hát do Cyrus, Antonina Armato và Tim James đồng sáng tác và do Armato và James sản xuất. Ca khúc được hãng đĩa Hollywood Records phát hành vào ngày 18 tháng 5 năm 2010 như đĩa đơn chính trong album phòng thu thứ ba của cô, album Can't Be Tamed.
"Can't Be Tamed" nhận được nhiều phản ứng và đánh giá tích cực từ các nhà phê bình đương đại. Video của bài hát do Robert Hales đạo diễn. Trong video này, Cyrus cùng đoàn vũ công nhảy múa trong bảo tàng. Đầu tiên, Cyrus bị nhốt trong một cái lồng lớn, bị nhiều người chú ý; sau đó cô trốn thoát và tung hoành khắp nơi trong bảo tàng.

## Tổng quan
Hollywood Records mô tả "Can't Be Tamed" như là "một bài hát tự nâng cao vị thế trong đó Miley Cyrus đã khẳng định rằng mình trở lại đúng với bản thân trong những mối quan hệ" (tiếng Anh: "a self-empowering song in which Miley asserts that she has to stay true to herself in relationships"). Bài hát sử dụng rất nhiều chất synth, trong khi đó giọng của Cyrus trong bài được chỉnh auto-tune ở một vài dòng. Leah Greenblatt của tạp chí Entertainment Weekly giải thích lời bài hát "Can't Be Tamed" nói rằng Cyrus đã thoát ra khỏi hình ảnh teen mà cô đã gây dựng trong thời gian qua, qua loạt phim Hannah Montana. Bài hát được ra mắt vào ngày 30 tháng 4 năm 2010 trên trang MySpace chính thức của Miley Cyrus; bài hát được chính thức phát thanh vào ngày 3 tháng 5 năm 2010 và được phát hành dưới dạng download nhạc số từ ngày 18 tháng 5 năm 2010.

## Danh sách track
- Digital Download / CD Single

1. "Can't Be Tamed" (Album Version) — 2:48

- AUS / EU 2-Track CD Single / Digital Download

1. "Can't Be Tamed" (Album Version) — 2:48
2. "Can't Be Tamed" (Wideboys Stadium Radio Remix) — 2:47

## Xếp hạng
Vào ngày 22 tháng 5 năm 2010, "Can't Be Tamed" đứng vị trí #35 trên bảng xếp hạng Mainstream Top 40 (Pop Songs) - bảng xếp hạng độ phổ biến của các ca khúc.
| Bảng xếp hạng (2010)                 | Vị trí cao nhất |
| ------------------------------------ | --------------- |
| Australian Singles Chart             | 18              |
| Belgian Tip Singles Chart (Flanders) | 3               |
| Belgian Tip Singles Chart (Wallonia) | 7               |
| Canadian Hot 100                     | 6               |
| Dutch Mega Single Top 100            | 90              |
| Eurochart Hot 100 Singles            | 41              |
| German Singles Chart                 | 29              |
| Japan Hot 100                        | 21              |
| Irish Singles Chart                  | 5               |
| New Zealand Singles Chart            | 5               |
| Norwegian Singles Chart              | 15              |
| Spanish Singles Chart                | 34              |
| Swedish Singles Chart                | 42              |
| Swiss Singles Chart                  | 68              |
| UK Singles Chart                     | 13              |
| Hoa Kỳ Billboard Hot 100             | 8               |
| Hoa Kỳ Mainstream Top 40 (Pop Songs) | 18              |